# José Zavaglia
José Raimundo Zavaglia (São Carlos, ) foi empresário e político brasileiro. Foi deputado federal e vereador de São Carlos no estado de São Paulo.

## Carreira política
Em 1972 começou como vereador de São Carlos pelo MDB, foi eleito deputado estadual em 1974 também pelo PMDB.
Zavaglia é homenageado com o seu nome dado a um conjunto residencial em São Carlos.

### Desempenho em eleições
| Ano  | Eleição   | Coligação     | Partido | Candidato a       | Votos  | Resultado |
| ---- | --------- | ------------- | ------- | ----------------- | ------ | --------- |
| 1968 | Municipal | sem coligação | MDB     | Vereador          | -----  | Eleito    |
| 1974 | Nacional  | sem coligação | MDB     | Deputado Estadual | 20.134 | Eleito    |